# 育伸社
株式会社育伸社（いくしんしゃ）は、東京都台東区に本社を置く学習塾及び私立学校専用の教材出版社である。
学習塾や私立学校を専門にしていることから、書店や一般の人への販売は行われていない。

## 所在地
- 本社　東京都台東区台東3-46-9[2]